# Helden van de lach
Helden van de lach is een documentairereeks van productiehuis BroekToe over een aantal van de representatiefste en invloedrijkste Vlaamse humoristen van de laatste vijftig jaar. De reeks werd in het najaar van 2014 uitgezonden op Canvas.
Aan de hand van archiefmateriaal en uitgebreide interviews schetst het programma een beeld van hun werkmethode en van de mens achter de humorist.
In 2016 werd de reeks herhaald op Eén.

## Afleveringen
| Afl. | Uitzenddatum     | Centrale figuur  |
| ---- | ---------------- | ---------------- |
| 1    | 22 oktober 2014  | Geert Hoste      |
| 2    | 29 oktober 2014  | Alex Agnew       |
| 3    | 5 november 2014  | Jacques Vermeire |
| 4    | 12 november 2014 | Gaston en Leo    |
| 5    | 19 november 2014 | Nigel Williams   |
| 6    | 26 november 2014 | Wim Helsen       |